# Arandora
Arandora (singalès: අරන්දොර බලකොටුව) era un fort que va ser construït pels portuguesos a Narangoda, al districte de Kurunegala, i va ser capturada pels neerlandesos el 1665.
El fort servia com a campament base pels portuguesos i va servir com a fortificació pels holandesos, especialment contra les forces del regne de Kandy Raja Sinha II. L'octubre de 1670 les forces singaleses van atacar i capturar el fort fent presoners a la guarnició holandesa que estava estacionada allí. Per tal de facilitar l'alliberament dels presoners els holandesos van tancar els ports de Batticaloa, Kottiyar i Kalpitiya.